# Park Ratuszowy w Krakowie
Park Ratuszowy – park miejski w Krakowie, w dzielnicy XVIII Nowa Huta na osiedlu Szklane Domy, w Nowej Hucie. Jest ograniczony od zachodu aleją Róż, od południa – aleją Przyjaźni, od wschodu – ulicą Edwarda Gardy-Godlewskiego, a od północy – ulicą Edwarda Rydza-Śmigłego, ma powierzchnię 2,2 ha. Park oficjalnie otrzymał nazwę w 2003, ale istniał na tym miejscu znacznie wcześniej – uchwała Rady Miasta Krakowa z 2 lipca 2003 jedynie usankcjonowała prawnie nazwę używaną powszechnie przez okolicznych mieszkańców. Autorem projektu parku jest Bronisław Szulewski.

## Historia
W pierwotnych planach budowy Nowej Huty na północ od placu Centralnego, na przedłużeniu alei Róż – w otoczeniu innych reprezentacyjnych gmachów publicznych, obramowujących rozległy plac – stanąć miał ratusz. W zamyśle ów plac Ratuszowy wraz z zabudową miał stanowić centrum nowego miasta; przygotowane były szczegółowe projekty, jednak inwestycji tych nigdy nie zrealizowano, Nowa Huta została włączona do Krakowa i ratusz przestał być potrzebny. Po zachodniej stronie alei Róż, na części placu Ratuszowego, powstały dwa budynki mieszkalne ze sklepami i punktami usługowymi (Świat Dziecka) oraz niewielki park będące częścią osiedla Zgody, resztę po wschodniej stronie alei, na osiedlu Szklane Domy, przekształcono w obecny park Ratuszowy.
Na początku lat 60. XX wieku plac (stanowiący przyszły park) o kształcie prostokąta podzielono dwoma szerokimi chodnikami przecinającymi się w centrum parku na cztery nieregularne części kształtem zbliżone do trójkątów. Zasadzono drzewa (w pierwotnym założeniu bez drzew iglastych). Z czasem wśród zieleni umieszczono rzeźby plenerowe. Niektóre z nich były tam tylko czasowo („Człowiek z ptakiem”, „Narciarz”, „Totem”). Od strony alei Róż znajdowały się rabaty róż w układzie prostopadłym do jezdni usytuowane między drzewami posadzonymi w grupach po cztery tworzące aleję wzdłuż chodnika. Elementy małej architektury występujące w parku to przede wszystkim: ławki, oświetlenie, stoliki do gier. Ławki o konstrukcji stalowej, których siedziska i oparcia wykonane były z listew drewnianych pomalowanych na zielono, w parku zlokalizowane były przy głównych alejach. Lampy parkowe rozmieszczone jednostronnie wzdłuż alejek miały formę słupów żelbetowych o przekroju ośmiobocznym, z kloszami szklanymi w formie kuli. Północno-wschodnia część parku była niedostatecznie oświetlona. Stoliki do gier zlokalizowane były przy głównych alejkach, na wydzielonych placykach z nawierzchni wykonanej z kostki betonowej.

## Infrastruktura i roślinność
W 2003 roku skwer stał się formalnie parkiem o powierzchni 2,2 ha, o kształcie prostokąta z dwoma alejkami (o szerokości 4 m) przecinającymi się w części centralnej, otoczony z trzech stron szerokimi chodnikami (ok. 7 m) wzdłuż ograniczających go jezdni, od strony ulicy Gardy-Godlewskiego graniczący bezpośrednio z ulicą. Do głównej alei doprowadzono później wąskie ścieżki od strony skrzyżowania ulicy Rydza-Śmigłego i ulicy Gardy Godlewskiego oraz od Alei Przyjaźni. W związku z późniejszymi nasadzeniami układ parku jest zatarty, najlepiej zachował się w części przy Alei Róż.
Charakterystycznym elementem jest stojąca u zbiegu głównych alejek parkowych rzeźba Wiesława Bielaka Akwarium, jedyna, która zachowała się z kilku stojących dawniej w parku rzeźb. Powstała w 1975 roku. Wykonana jest z wapienia pińczowskiego. Przedstawia dwie ryby płynące w różnych kierunkach lub rybę ze spienioną wodą.
W 2013 roku podjęto decyzję rewitalizacji parku, w 2014 przeprowadzono inwentaryzację. Roślinność parku cechuje się dużą różnorodnością. Zinwentaryzowano ok. 485 gatunków drzew i krzewów. Wiek najstarszych drzew szacuje się na 50-60 lat. Są to m.in. lipy drobnolistne, jesiony wyniosłe, jesiony pensylwańskie, klony pospolite, klony jesionolistne, a także topole włoskie, buk pospolity, dęby szypułkowe sadzone przy zakładaniu parku. Widoczne są systematyczne dosadzania w parku m.in. w dużej ilości jabłoni purpurowych. Drzewa rosną w grupach, przy alejach parkowych oraz studni od strony ulicy Rydza-Śmigłego.
Zinwentaryzowano także krzewy: bzy czarne, lilaki, derenie jadalne i śnieguliczki białe.
W 2023 roku jedno z drzew, Buk pospolity odm. purpurowa zostało wpisane na listę pomników przyrody w Krakowie (obwód pnia w pierśnicy 251 cm).
Proces rewitalizacji w 2015 roku polegał m.in. na wymianie nawierzchni alejek, wymianie ławek, oświetlenia, zamontowaniu nowych stolików do gry w szachy z ławkami bez oparcia. Wokół niektórych drzew, wśród zieleni pojawiły się wieloboczne ławki. Oświetlenie zmieniono na ledowe, zostały też zamontowane reflektory ziemne do iluminacji drzew. Istotną częścią rewitalizacji była poprawa wyglądu zieleni. Drzewa, które były w najgorszym stanie, zostały usunięte, a część przycięto i pozbawiono suszu. Teren parku zlokalizowany jest na obszarze układu urbanistycznego Nowej Huty wpisanego do rejestru zabytków pod nr A-1132 decyzją z dnia 30 grudnia 2004 roku. W związku z tym zakres prac prowadzonych w tym miejscu wymaga uzyskania pozwolenia konserwatorskiego.
Po wschodniej stronie Parku Ratuszowego, na osiedlu Szklane Domy 1 znajduje się tzw. „blok szwedzki” – pierwszy w pełni modernistyczny budynek mieszkalny w Nowej Hucie.
W ramach projektu Kody Miasta 17 ławek w Parku Ratuszowym jest opatrzonych tabliczkami zadedykowanymi literackim patronom.
Patronami ławeczek w parku są: Stefan Żeromski, Cyprian Kamil Norwid, Walery Pisarek, Wiktor Woroszylski, Aleksander Ścibor-Rylski, Jan Józef Szczepański, Renata Radłowska, Artur Międzyrzecki, Paweł Majka, Tadeusz Konwicki, Hugo Kołłątaj, Katarzyna Kobylarczyk, Ryszard Kapuściński, Jarosław Iwaszkiewicz, Maria Dąbrowska, Jan Brzechwa, Wojciech Bogusławski.
Projekt ten jest realizowany przez Krakowskie Biuro Festiwalowe, operatora tytułu Kraków Miasto Literatury UNESCO, którym Kraków został uhonorowany w 2013 roku.

## Galeria

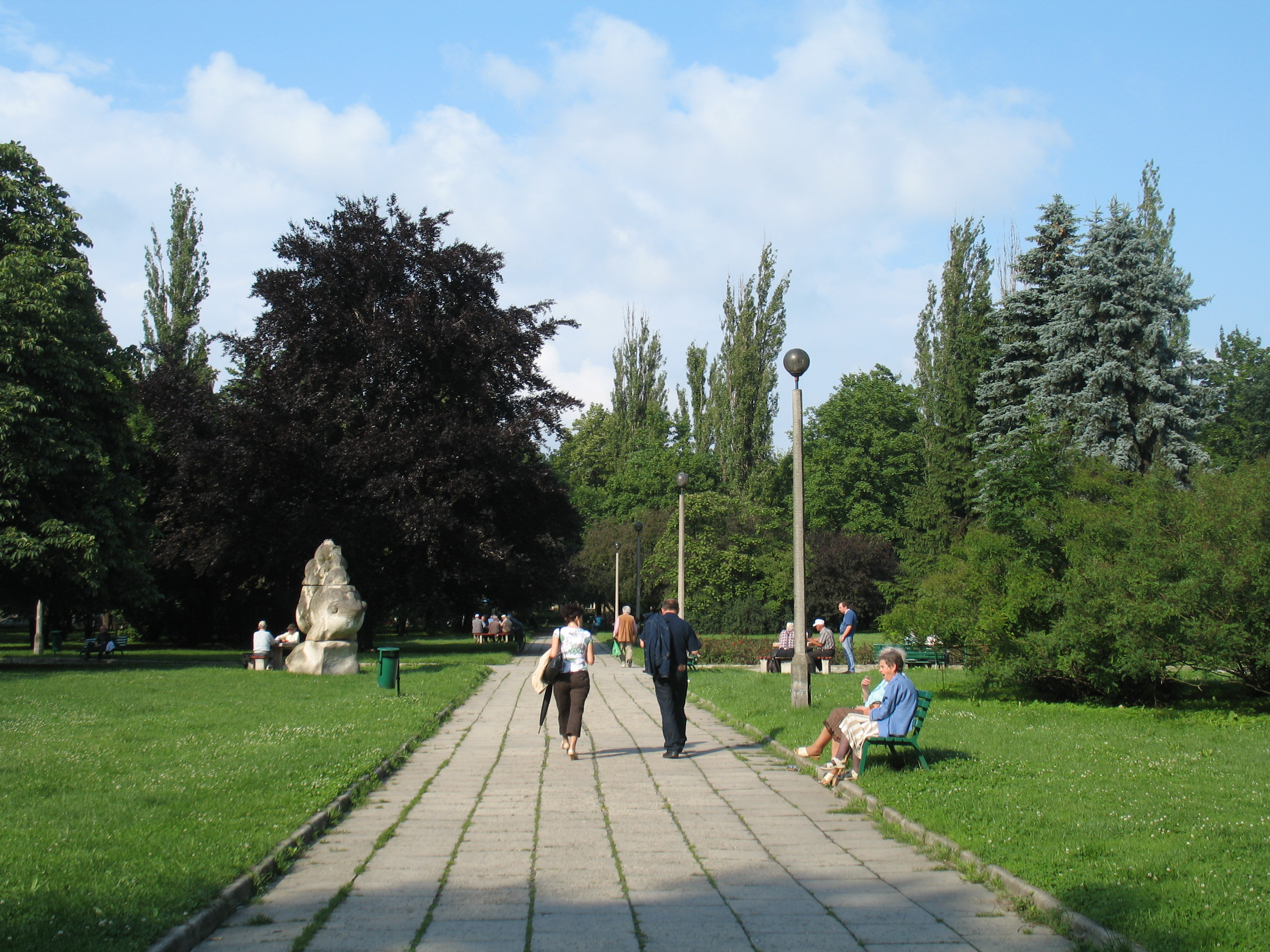
Park Ratuszowy (2009)
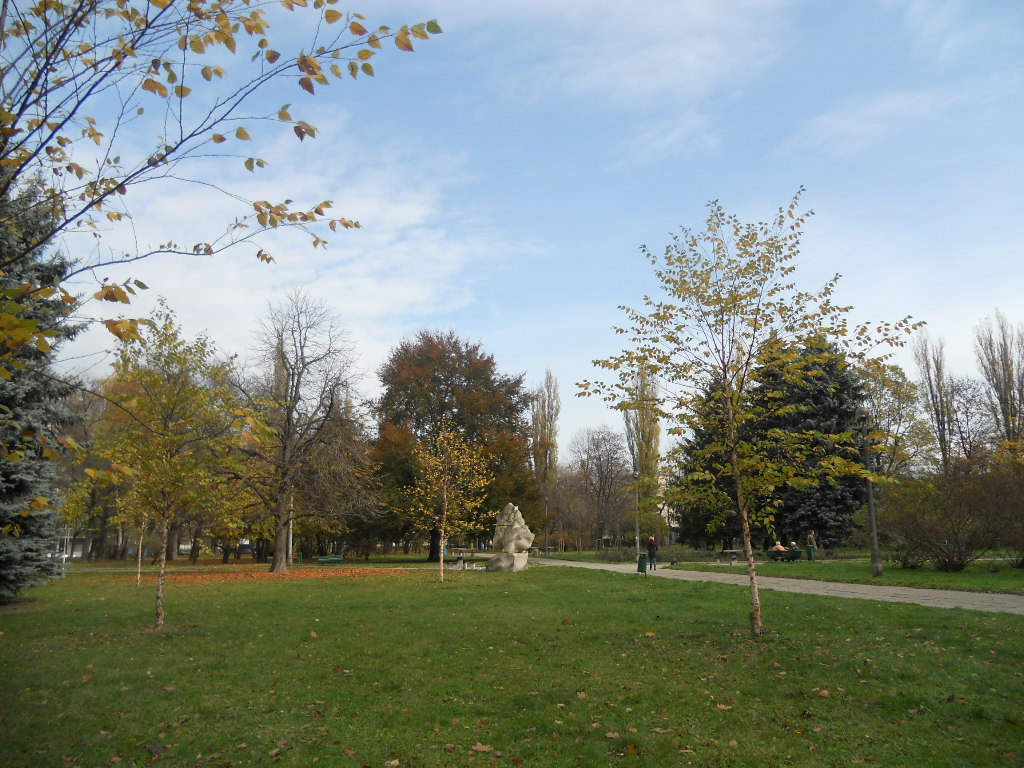
Park Ratuszowy (2012)
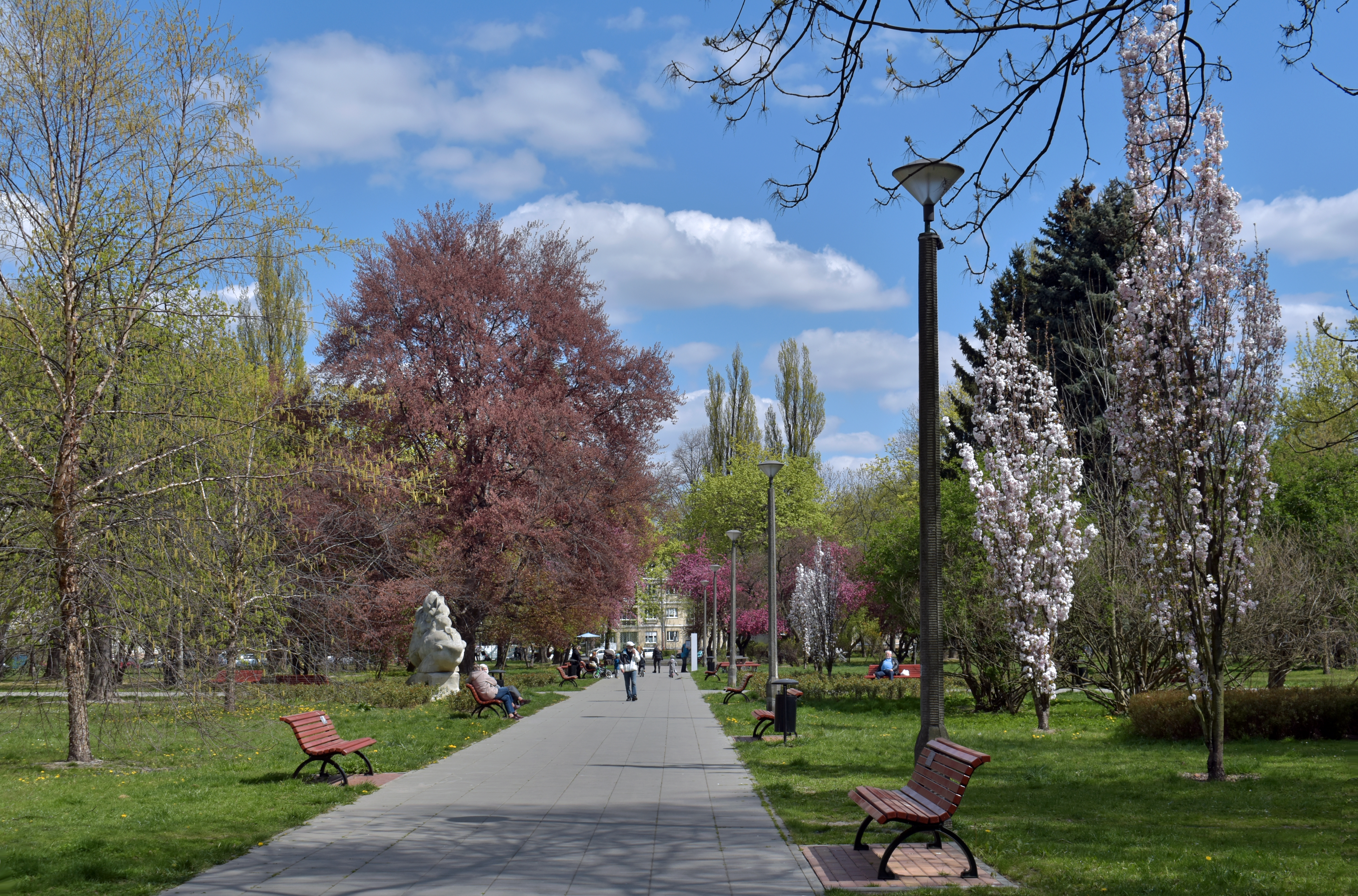
Wiosna w parku, po lewej Buk pospolity odm. purpurowa pomnik przyrody
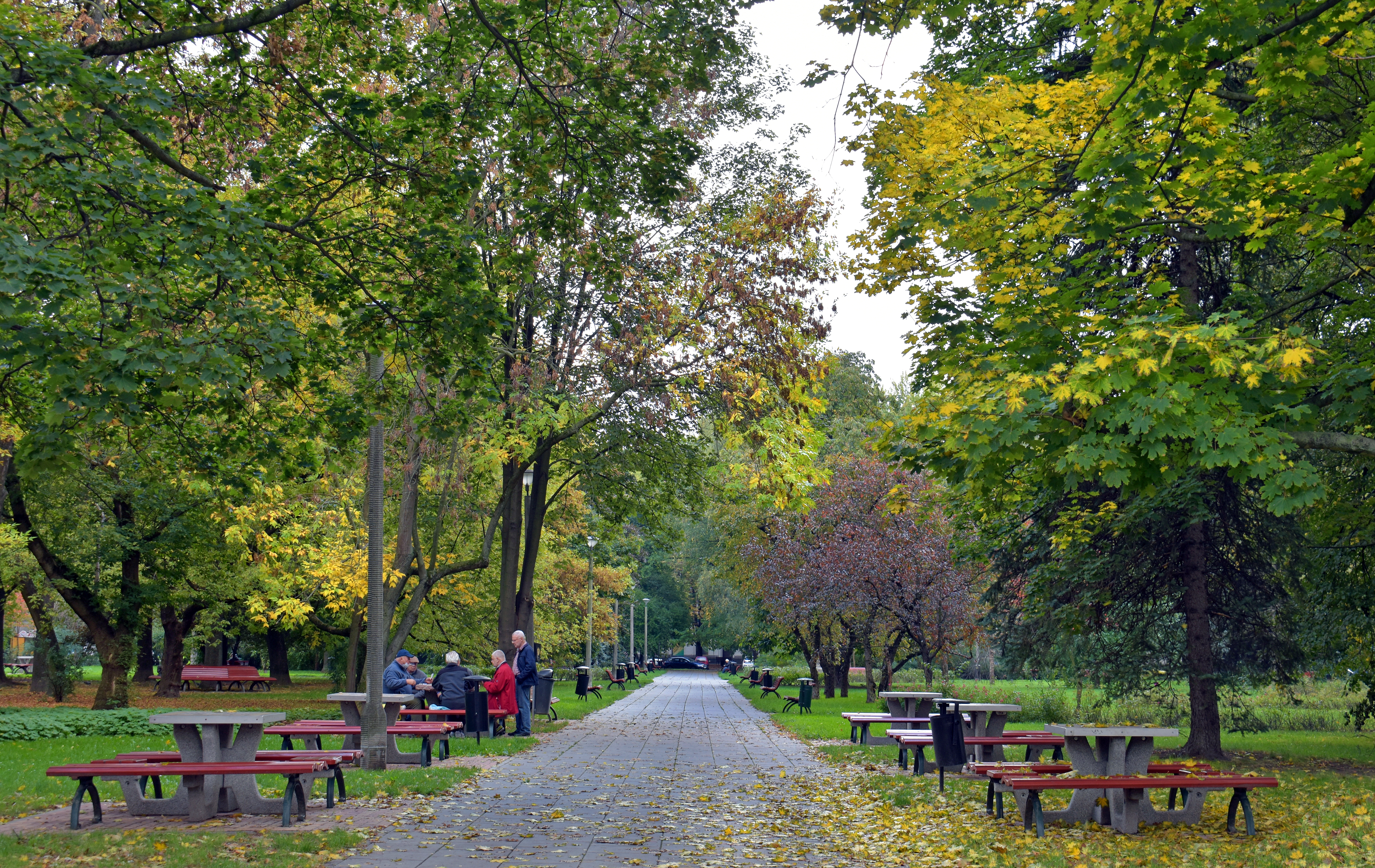
jesień,
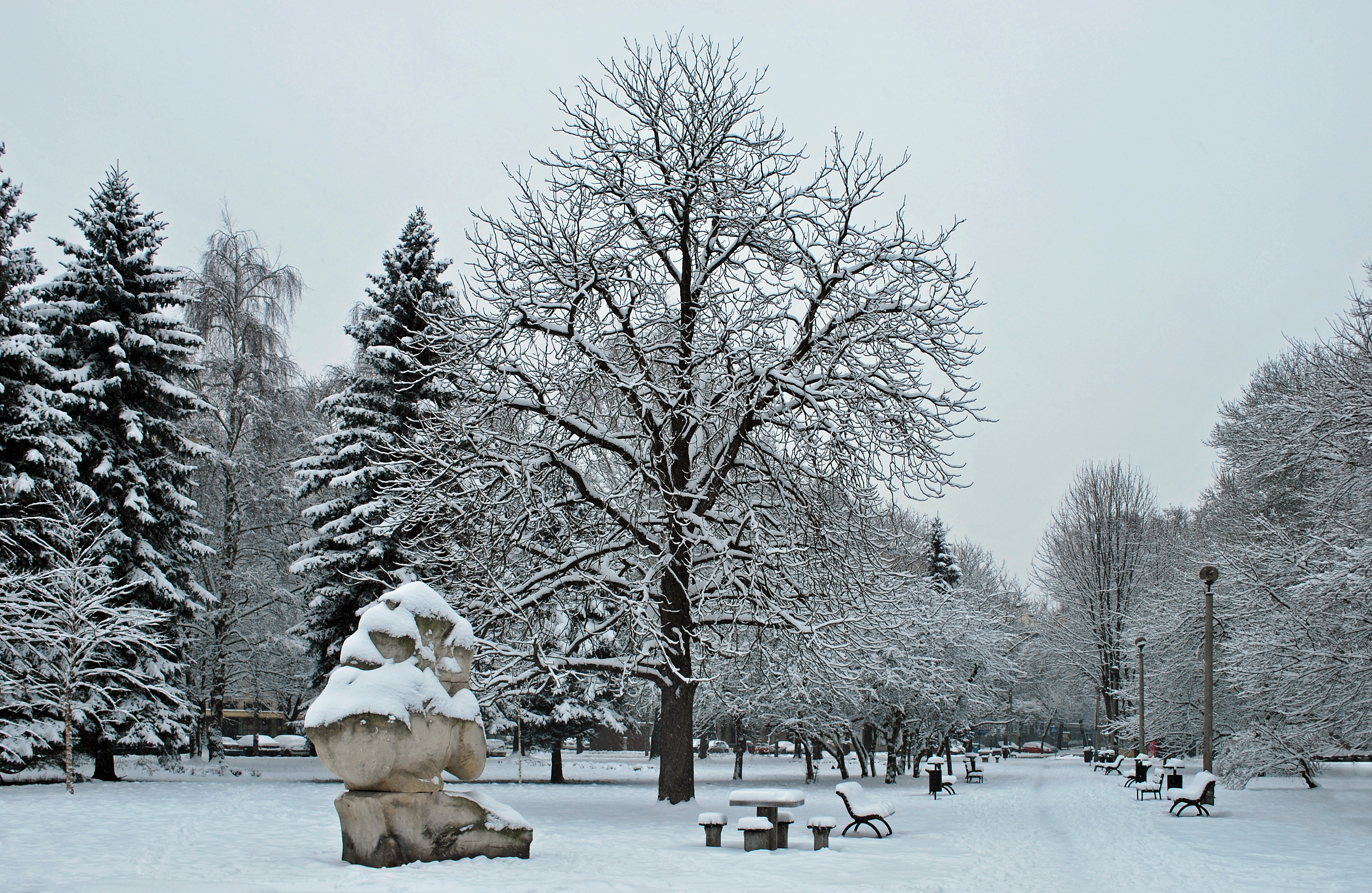
i zima.
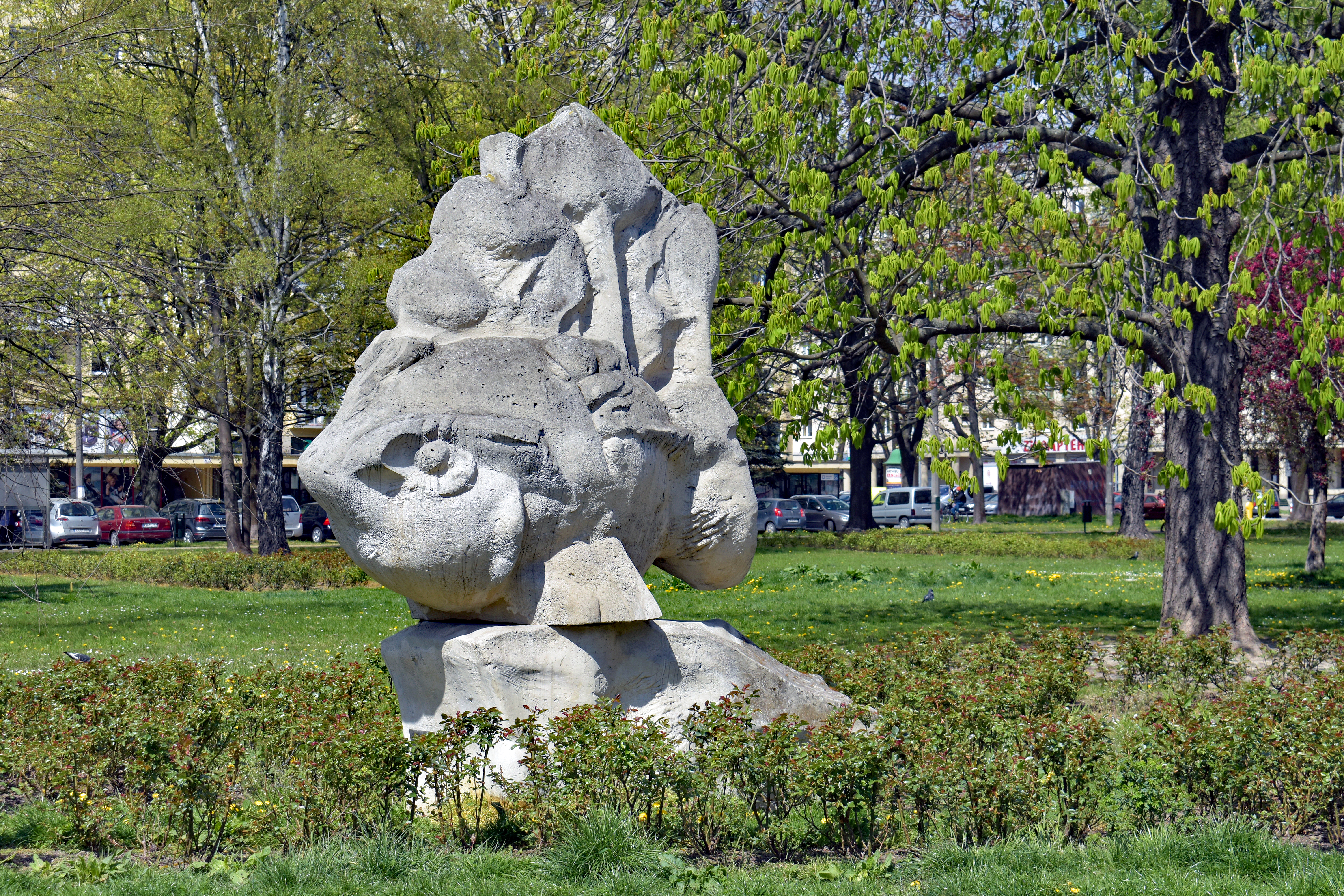
Rzeźba Akwarium autorstwa Wiesława Bielaka, 1975, wapień pińczowski[9].
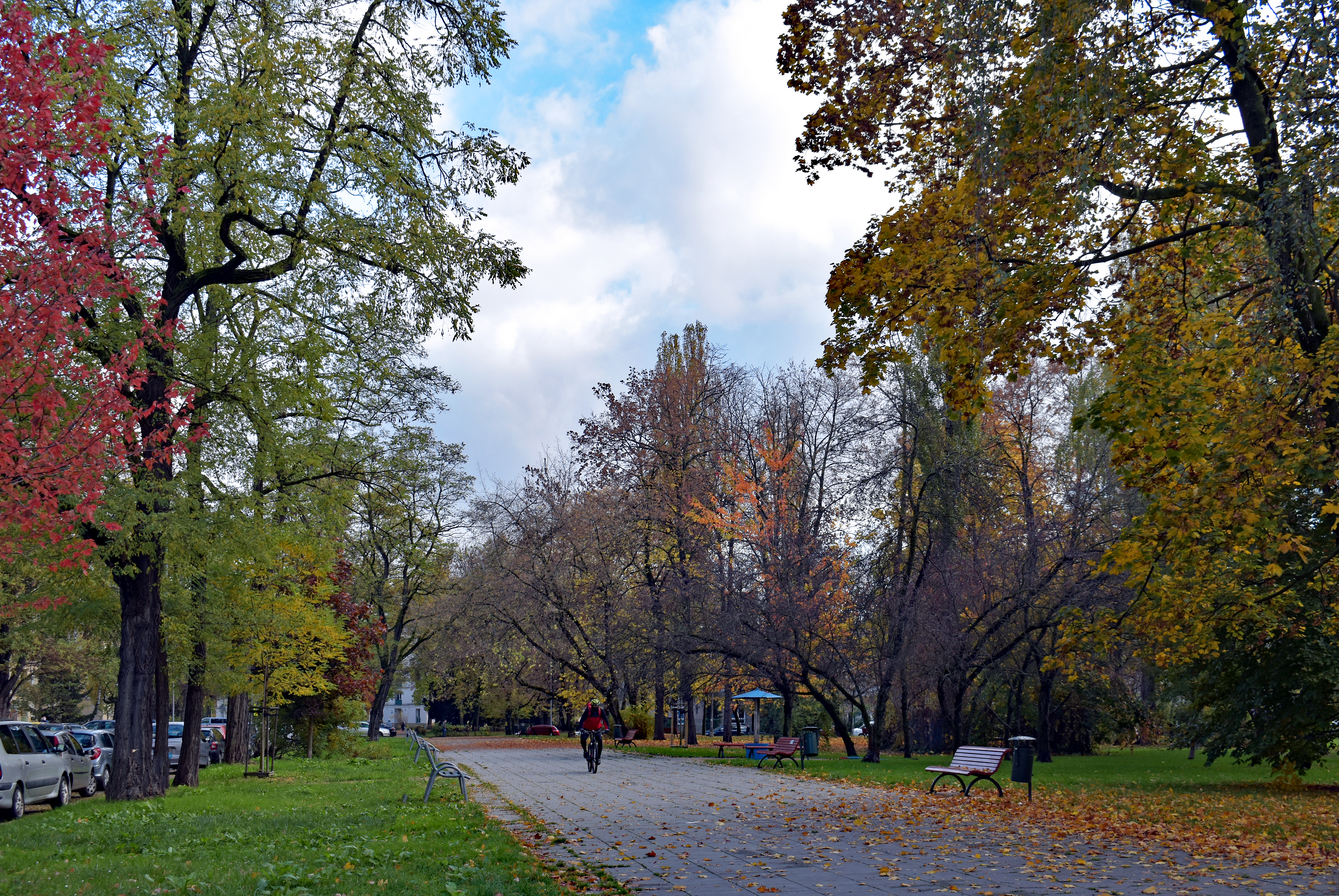
Część północna parku, studnia.
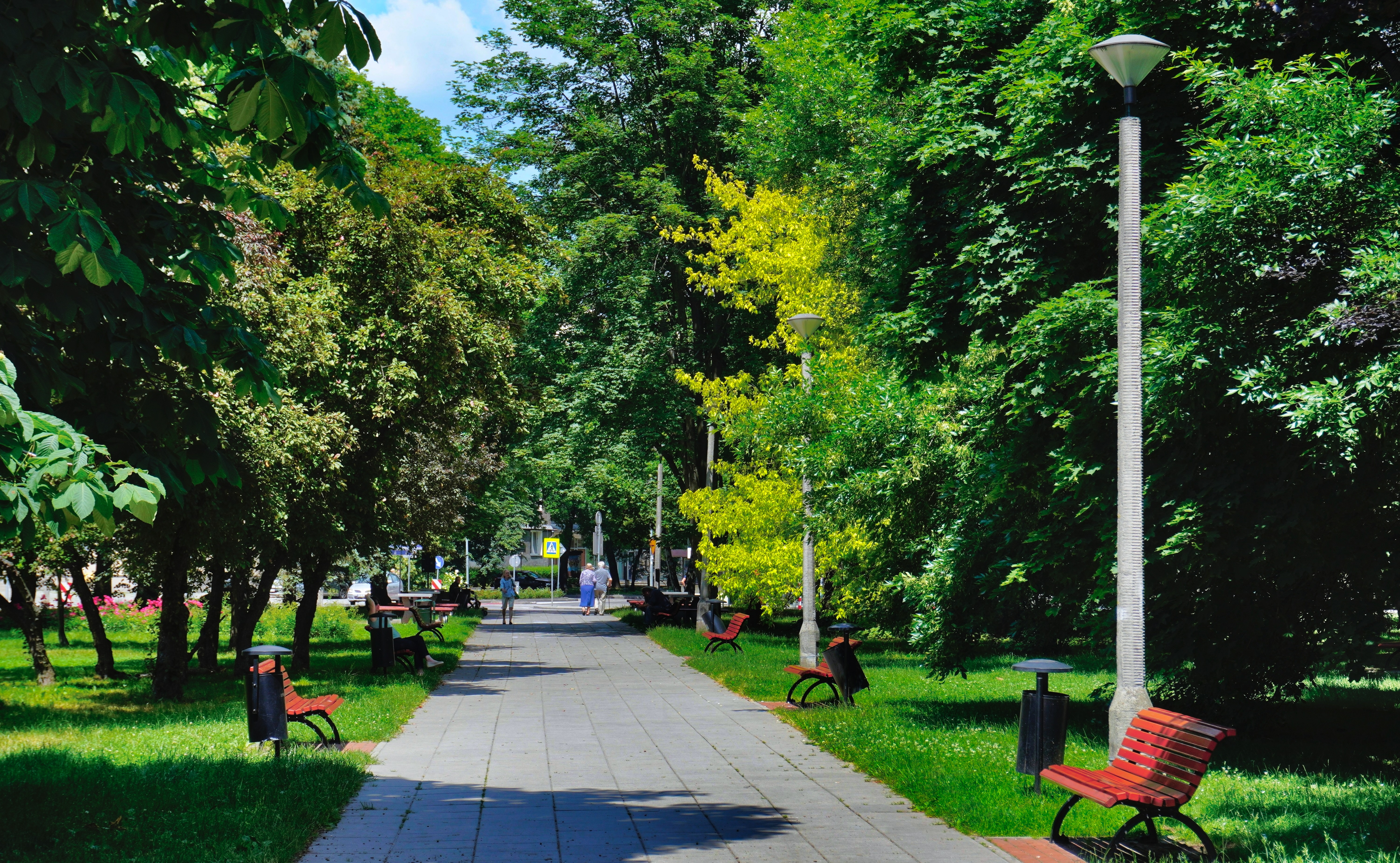
Ogólny widok, alejka w parku, widok w kierunku północno-zachodnim
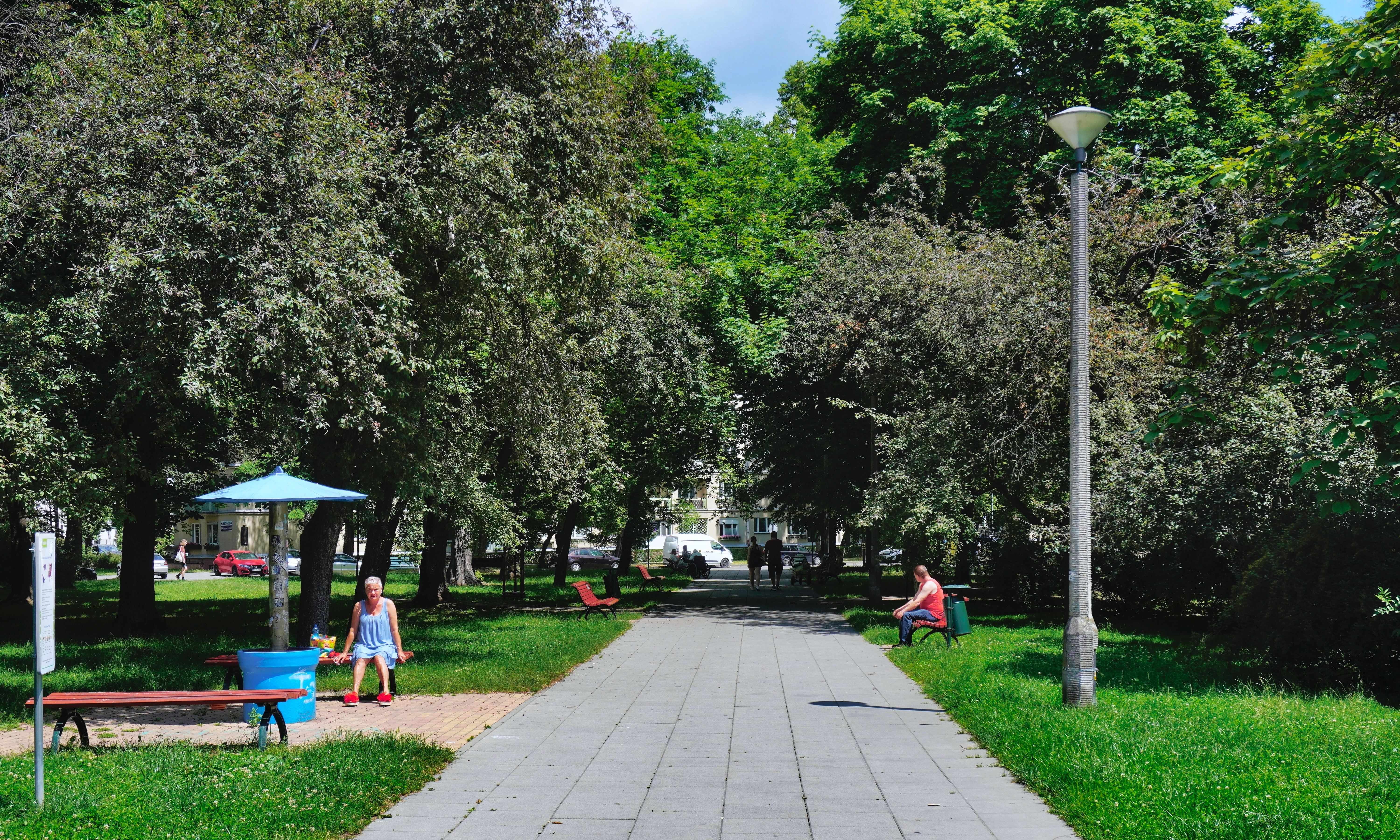
Ogólny widok, alejka w parku, studnia artezyjska, widok w kierunku północno-wschodnim
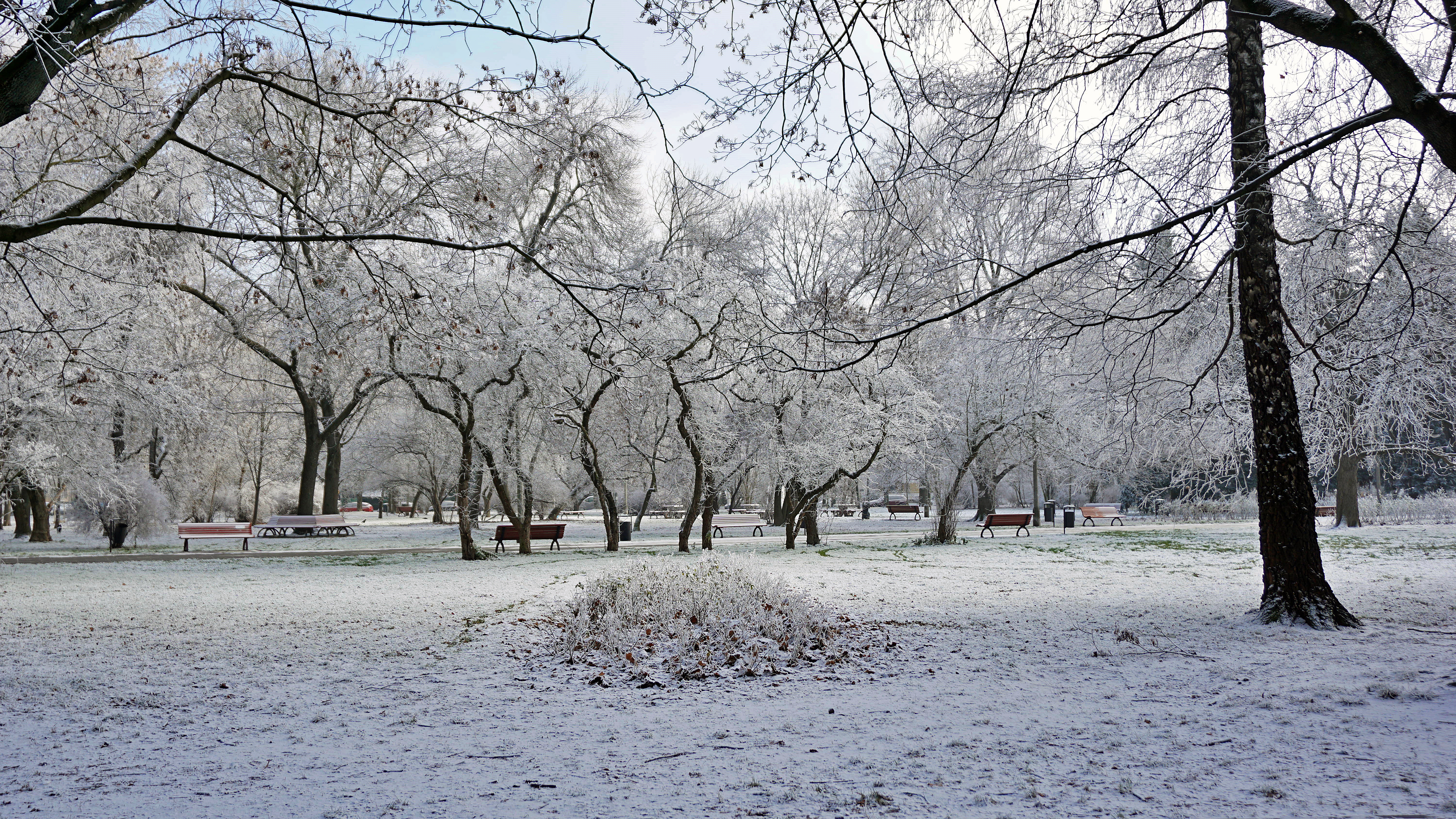
Ogólny widok, zima (2024)